# Савольди, Джанлука
Джанлука Савольди (итал. Gianluca Savoldi; родился 20 сентября 1975 года, Болонья, Италия) — итальянский футболист, нападающий.

## Карьера
Сын игрока, побившего мировой рекорд по сумме трансфера, Джузеппе Савольди, молодой Джанлука решил идти по стопам своего отца. Он начал как перспективный нападающий на полупрофессиональном уровне, карьера Савольди пошла вверх после перехода в «Асколи» в конце 1990 года, также играл достаточно хорошо в «Козенце», где был обнаружен «Реджиной», которая искала нападающего, будучи пониженной в Серию B и потеряв Массимо Мараццину.
Первый сезон Савольди с «Реджиной» был самым успешным в его карьере, в 25 лет он дебютировал с «Реджиной» в Серии А, забив в предыдущем сезоне 15 голов. Его тандем с Давиде Диониги сыграл свою роль в достижении успеха, так как «Реджина» была одной из самых результативных команд в лиге. Савольди сыграл только один сезон в Серии А, однако его выступление на самом высоком уровне не было достаточно хорошим, по мнению руководства «Реджины», что привело к продаже Савольди в клуб из Серии B, «Наполи», где он воссоединился с Диониги. «Наполи» был клубом, который заплатил рекордную сумму за его отца, и, следовательно, на Савольди были возложены большие надежды, который в очередной раз их не оправдал. «Наполи» был ближе к вылету, чем к повышению, и Савольди был продан в «Кротоне», который стал началом конца его карьеры в большом футболе.
Савольди провёл следующие шесть сезонов в небольших клубах, некоторые из них были профессиональные, другие играли в полупрофессиональных лигах. Кроме того, он переехал на север от границы, чтобы попробовать свои силы во втором дивизионе Швейцарии, но время, проведённое в «Кьяссо», не было успешным.